# Karl-Heinz Steigerwald
Karl-Heinz Steigerwald (Koblenz, 10 september 1920 - 2001) was een Duitse natuurkundige.
Als zoon van een leraar ging hij naar het Kaiser-Wilhelm-Realgymnasium (tegenwoordig het Eichendorff-Gymnasium Koblenz). Vervolgens ging hij natuurkunde studeren; eerst aan de Technische Universiteit in Darmstadt (bij hoogleraar natuurkunde Otto Scherzer) en later in Berlijn waar hij zijn studie afrondde. Van 1942 tot 1946 was hij assistent aan het Instituut voor Theoretische Natuurkunde aan de Technische Universiteit Darmstadt. In de Tweede Wereldoorlog werkte hij aan de ontwikkeling van een Duits radarapparaat.
In 1947 trad hij in dienst bij een onderdeel van het onderzoeksinstituut van AEG in Mosbach in de deelstaat Baden-Württemberg. Ondanks het verbod van de bezettingsmachten experimenteerde hij met elektronenoptische apparatuur. Nadat hij had vastgesteld dat het op zijn onderzoeksterrein (de elektronenmicroscopie) ‘komkommertijd’ was, probeerde hij met ultrakorte stralen uit de elektronenbuis metalen te boren en te lassen.
Van 1948 tot 1951 ontwikkelde hij een boormethode met een elektronenbundel voor lagerstenen (in horloges) en openingen voor draadtrekken. Met de ontdekking van het dieplaseffect in de jaren vijftig werd wereldwijd het lassen, boren, harden en omsmelten met behulp van de hoogenergetische elektronenbundel doorgrond; zowel in vacuüm als onder atmosferische omstandigheden. Noch bij AEG, noch bij Zeiss waarvoor hij sinds 1954 werkte, had men belangstelling voor zijn lasmethode. De Amerikaanse ideeën-makelaar Irving Rossi kocht toen bij AEG de wereldrechten af en bestelde twee machines, waarmee men bij het Westinghouse-concern reactorvaten voor kernonderzeeërs in elkaar kon lassen, waarna de Amerikanen zijn apparaat voortaan het 'Steigerwald-Gun' noemden. Het gevolg was dat Steigerwald genoeg geld had om verder te werken.
In 1963 begon hij in Wasseralfingen (Baden-Württemberg) een eigen bedrijf. Zeiss liet hem zijn staf, bestaande uit tien ontwikkelaars, meenemen en van de deelstaat Baden-Württemberg ontving hij een startkapitaal van enkele honderdduizenden Duitse marken. In 1965 verplaatste Steigerwald zijn groeiende bedrijf naar München waar in 2011 circa tweehonderd wetenschappers, technici en vaklieden in dienst waren. Begin 1969 richtte hij er samen met de in München gevestigde machinefabriek Krauss-Maffei een dochtermaatschappij op.